# Hans Walter Imhoff
Hans Walter Imhoff (Basilea, 25 febbraio 1886 – Riehen, 19 marzo 1971) è stato un calciatore svizzero.

## Carriera
Imhoff fu parte della folta colonia svizzera che arrivò al Milan intorno alla metà del primo decennio del Novecento, dopo la partenza dell'originario gruppo britannico. Prolifico attaccante, Imhoff fu titolare fisso nella vittoriosa cavalcata che portò i rossoneri ad aggiudicarsi il loro terzo scudetto nel 1907, distinguendosi come miglior cannoniere della squadra. Fu, fino all'impresa di Giampaolo Pazzini del 1º settembre 2012, l'unico giocatore del Milan a segnare una tripletta al suo esordio dal primo minuto in una partita di campionato. Tornato in patria, morì a Riehen nel 1971.

## Palmarès
- Campionato italiano: 1

Milan: 1907